# The One and Only (album)
| Recensione              | Giudizio |
| ----------------------- | -------- |
| AllMusic                |          |
| Dizionario del Pop-Rock |          |

The One and Only è il settimo album di Waylon Jennings, pubblicato nel novembre del 1967 dall'etichetta RCA Camden Records sotto la produzione di Chet Atkins.
Nel 1976 l'album fu ristampato con il titolo The Dark Side of Fame e senza il brano It's All Over Now.

## Tracce
Lato A
1. Yes, Virginia – 2:30 (Liz Anderson)
2. Dream Baby (How Long Must I Dream) – 2:24 (Cindy Walker)
3. You Beat All I Ever Saw – 2:16 (Johnny Cash)
4. She Loves Me (She Don't Love You) – 2:18 (Nickey Jaco)
5. It's All Over Now – 2:11 (Bobby Womack, Shirley Womack)

Lato B
1. Born to Love You – 2:30 (Woody Starr)
2. Down Came the World – 2:20 (Waylon Jennings, Bozo Darnell)
3. The Dark Side of Fame – 2:30 (Ted Harris)
4. John's Back in Town – 1:59 (Waylon Jennings, Bill Mack)
5. Listen, They're Playing My Song – 2:47 (Charlie Williams, Glen Garrison)

## Musicisti
- Waylon Jennings - voce, chitarra
- Fred Carter - chitarra
- Paul Foster - chitarra
- Chip Young - chitarra ritmica
- Velma Smith - chitarra ritmica
- Gerald Gropp - chitarra ritmica
- Jerry Reed - chitarra, dobro
- Hargus Pig Robbins - pianoforte, organo
- Charlie McCoy - armonica
- Harold Ragsdale - vibrafono
- Henry Strzelecki - basso
- Roy Huskey - basso
- Bobby Dyson - basso
- Buddy Harman - batteria
- Jerry Carrigan - batteria
- Richie Albright - batteria
- Anita Kerr - accompagnamento vocale
- Winifred Breast - accompagnamento vocale
- Dorothy Dillard - accompagnamento vocale
- Priscilla Hubbard - accompagnamento vocale
- Louis Nunley - accompagnamento vocale
- William Wright - accompagnamento vocale

## Successo commerciale
Album
| Anno    | Classifica         | Posizione massima |
| ------- | ------------------ | ----------------- |
| 1967/68 | Top Country Albums | 19                |